# 常宝华
常宝华（1930年12月—2018年9月7日），男，满族，天津人，中國大陸相声表演艺术家，第六代相声演员，曾用艺名“四蘑菇”。曾是中国人民解放军海军政治部文艺工作团（简称“海政文工团”）的演员、编导，也是一级演员，享受政府特殊津贴。

## 生平
常宝华自幼随父亲常连安、兄长常宝堃（艺名“小蘑菇”）学习相声；五岁首次登台; 八岁时，到北京西单商场启明茶社相声大会学徒；九岁开始登台表演，受到相声老前辈的熏陶和传授达十年之久，学习和演出过七十余段传统相声。1942年，还曾拍摄参与电影《锦绣歌城》、《花田八错》的拍摄。
1951年，21岁的常宝华拜相声大师马三立为师，并加入“天津市曲艺工作团”，参于表演并创编了很多新的剧目；曾获天津市文艺工会“三等劳动模范”称号。1951年4月23日，参加抗美援朝战争的兄长常宝堃不幸牺牲。这极大的刺激了常宝华；他坚决要求到朝鲜战场去。
1953年在参加抗美援朝慰问演出回国后，常宝华放弃了在曲艺团的优厚待遇，决定参军；随即进入“海政文工团”直至退休。 在“海政文工团”期间，常宝华曾多次荣获全国和军队文艺会演创作、表演等方面的奖项；曾荣立二等军功两次、三等功一次。他的作品还受到如赵树理、老舍等文艺大师的好评。
“文化大革命”开始后不久，常宝华受到冲击，被分配到“天津机床厂”当了四年的搬运工人。尽管日子清苦，但四年中的经历也为他日后的艺术创作和事业的另一高峰奠定了基础。
1976年，常宝华和侄子常贵田创作演出的相声《帽子工厂》轰动一时，成为当时相声直接介入重大社会生活的代表作品之一。此后，常宝华不断地以相声、小品、快板等文艺形式创作一百七十多篇。此外，他多次举办相声培训班，在北京大学、北方曲艺学校授课；培训军队内外大批专业和业余的演员与作者。2006年8月，常宝华被授予中国曲艺界的最高荣誉——“牡丹奖”终身成就奖。
2018年9月7日，常宝华在北京海軍總醫院逝世，享年87岁。

## 代表作
- 相声
  - 《水兵破迷信》、《昨天》、《帽子工厂》、《追溯》等

- 小品
  - 《语言医生》

## 家庭
父亲常连安，兄常宝堃、常宝霖，常宝霆，弟常宝庆、常宝丰。
常寶華夫人傅天真，兩人共育有五個子女。孙子常远、外孙杨凯为常氏相声第四代传人。孫女常思為中國水上芭蕾運動員。